# Linia kolejowa nr 42
Linia kolejowa nr 42 – zelektryfikowana, jedno- i dwutorowa linia kolejowa znaczenia miejscowego łącząca stację Warszawa Główna Osobowa ze stacją techniczną Warszawa Szczęśliwice.